# Schöngänge
Die Schöngänge sind ein alpiner Steig im Landkreis Garmisch-Partenkirchen im Wettersteingebirge. Sie führen durch den westlichen Teil der nordwärts ausgerichteten  Bernadeinwände auf den Bernadeinkopf. Der Zustieg erfolgt entweder über den Osterfelderkopf oder das Kreuzeck, wobei im weiteren Verlauf die Alpspitze erreicht werden kann.  
Der Abstieg erfolgt meist über den Nordwandsteig, der zurück zum Osterfelderkopf führt.